# Knight Bachelor

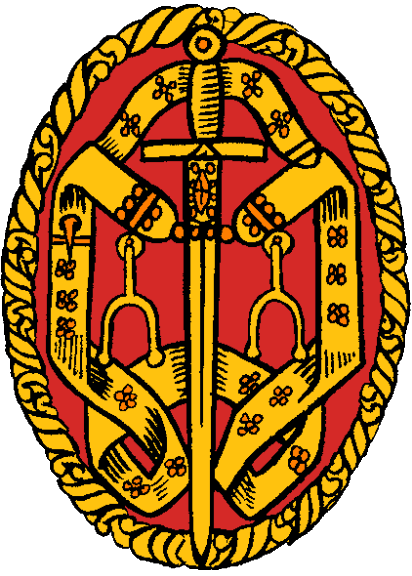
A Knight Bachelor 1926-ban elkészített jelvénye

A Knight Bachelor szalagsávja

A Knight Bachelor rang a brit kitüntetési rendszer része, olyan férfira utal, akit az uralkodó lovaggá ütött, de nem mint valamelyik szervezett lovagrend tagja. A Knight Bachelorök a legősibb fajtája a brit lovagoknak, mely már III. Henrik uralkodása alatt (1207. október 1. – 1272. november 16.) is létezett, ugyanakkor a különböző rendek alatt helyezkedik el a hierarchiában. A rangnak nincs női megfelelője a kitüntetést megérdemlő nőket a Brit Birodalom Rendje hölgyének (Dame, DBE) nevezik ki.

## Kritériumok
Általában közszolgálatért ítélik oda; a kitüntetést megkapja Anglia és Wales Legfelsőbb bíróságának összes férfi bírája. Lehet valaki alacsonyabb rendű tagja egy lovagrendnek és Knight Bachelor egyszerre, anélkül hogy az adott rend lovagja lenne az illető; ez a helyzet igen gyakori lett, különösen a szórakoztatásban elért eredményeikért kitüntetetteknél. Például, Sir Anthony Hopkins, Sir George Martin és Sir Alex Ferguson csupán a Brit Birodalom Érdemrendjének parancsnoki osztályának birtokosa (CBE), és Sir Paul McCartney csupán a Brit Birodalom Érdemrendjének tagja (MBE) így egyiküknek sem lenne joga a „Sir” használatára. Mindannyian Knight Bachelorök azonban, így megelőzhetik a nevüket ezzel a címmel.

## Megtiszteltetések és nevet követő rövidítések
Mint a lovagokat általában, a Knight Bacheloröket megilleti a „Sir” megszólítás. Mivel nem lovagjai egyetlen lovagrendnek sem, így a Knight Bacheloröket általában nem illeti meg a nevük után következő rövidítés. Azonban amikor a „Sir” cím furcsának vagy nem teljesnek hat egy következő kinevezés miatt, a kitüntetésben részesülők néha a „Knight” (lovag) vagy „Kt” (kis t-vel, a „KT” a Bogáncsrend tagjait illeti meg) szót teszik a nevük mögé hivatalos dokumentumokban, hogy jelezzék, hogy ezen kitüntetésnek is birtokosai. Ezt a stílust gyakran alkalmazzák azon Knight Bachelorök, akik főnemesek, bárók, vagy más rendek lovagjai (például báró Sir William Boulton, Bt, Kt).

## Jelvény
1926-ig a Knight Bachelor ranggal nem járt viselhető jelvény, de ebben az évben V. György király kiadott egy oklevelet, melyben engedélyezte egy jelvény viselését minden megfelelő alkalomkor. A Knight Bachelor jelvényt minden megfelelő alkalomkor a zakó vagy másik külső ruházat bal oldalán viselhetik a Knight Bachelor fokozat birtokosai. 
1974-ben II. Erzsébet királynő  egy további oklevélben engedélyezte egy nyaki jelvény viselését a megfelelő alkalmakon, mely a jelvény kicsinyített mása. 1988-ban a College of Arms elkészítette a hitelesítési igazolás, egy lovag egyetlen személy dokumentációját, új dizájnját.

## Imperial Society of Knights Bachelor
Az Imperial Society of Knights Bachelort (A Knight Bachelorök Birodalmi Társasága) a Knight Bachelorök méltóságának fenntartására és megszilárdítására 1908-ban hozták létre és az uralkodótól 1912-ben nyert hivatalos elismerést. A társaság számon tartja, az ő érdekükben, az összes Knight Bachelort.

## Fordítás
- Ez a szócikk részben vagy egészben a Knight Bachelor című angol Wikipédia-szócikk ezen változatának fordításán alapul.  Az eredeti cikk szerkesztőit annak laptörténete sorolja fel. Ez a jelzés csupán a megfogalmazás eredetét és a szerzői jogokat jelzi, nem szolgál a cikkben szereplő információk forrásmegjelöléseként.